# Fifteen (bài hát)
"Fifteen" là ca khúc nhạc pop đồng quê do ca sĩ-nhạc sĩ người Taylor Swift sáng tác và thu âm, trích từ album phòng thu thứ hai của cô, Fearless phát hành vào ngày 11 tháng 11, năm 2008. "Fifteen" phát hành như đĩa đơn thứ tư từ album vào ngày 9 tháng 10 năm 2009.

## Bảng xếp hạng
| Bảng xếp hạng (2009–2010)                    | Vị trí cao nhất |
| -------------------------------------------- | --------------- |
| Australian ARIA Singles Chart                | 48              |
| U.S. Billboard Hot Country Songs             | 7               |
| U.S. Billboard Hot 100                       | 23              |
| U.S. Billboard Hot Adult Contemporary Tracks | 12              |
| Canadian Hot 100                             | 19              |

### Doanh số
Hoa Kỳ: 1,031,000